# Рада трьох вогнів
Рада трьох вогнів (англ. Council of Three Fires), або Niswi-mishkodewin  на мові анішинаабе - тривалий (з XVIII століття) племінний союз трьох алгонкинських племен: оджибве (старший брат» або «хранителі віри»), Оттава («середній брат» або «хранителі ремесла») і потаватомі («молодший брат» або «хранителі вогню»). Від імені Ради укладений ряд довготривалих договорів з урядами США і Великої Британії (як суверена Канади), багато з яких діють до теперішнього часу.
Хоча рада прагнув підтримувати мирні відносини з сусідніми племенами, іноді траплялися війни. З індіанських племен противниками Ради зазвичай були ірокези і сіу. Під час Семирічної війни Рада воювала проти Великої Британії, а під час Північно-західної індіанської війни або Англо-американської війни 1812 р - на боці Великої Британії проти США.
Після утворення США в 1776 році Рада стала ключовим членом Конфедерації західних озер (відомої також як Конфедерація Великих озер) разом з вайандотами, алгонкінами, ніпіссінг, сауками, месквокі та іншими.